# Leo Østigård
Leo Skiri Østigård (* 28. November 1999 in Åndalsnes) ist ein norwegischer Fußballer. Der Innenverteidiger steht beim französischen Erstligisten Stade Rennes unter Vertrag und ist aktuell an den CFC Genua ausgeliehen.

## Karriere

### Verein
Im Winter 2017 unterzeichnete Østigård einen Dreijahresvertrag beim Molde FK, für den er ein Ligaspiel in der Eliteserien absolvierte. Vor der Saison 2018 ging er als Leihspieler zu Viking Stavanger in die 1. Division. Nach Ablauf der Leihe unterzeichnete Østigård bei Brighton & Hove Albion in England einen Vertrag bis 2021. Dort spielte Østigård in seiner ersten Saison nur für die U-23-Mannschaft in der Premier League 2.
Am 19. Juli 2019 verpflichtete der FC St. Pauli Østigård bis zum Ende der Saison 2019/20 auf Leihbasis. Am 31. August debütierte er für den Hamburger Klub als Einwechselspieler bei einem 3:3-Unentschieden gegen Dynamo Dresden und absolvierte seinen ersten Startelfeinsatz für St. Pauli am 16. September bei einem 2:0-Heimsieg im Derby gegen den Hamburger SV.
Ende August 2020 wechselte der 20-Jährige auf Leihbasis zum englischen Zweitligisten Coventry City. Für sein neues Team bestritt er 39 Ligaspiele in der EFL Championship 2020/21 und erzielte dabei zwei Treffer. Am 10. August 2021 wurde er erneut an einen Verein aus der EFL Championship verliehen, diesmal an Stoke City. Auch sechs Monate später nach seiner Rückkehr wurde Østigård sofort an CFC Genua in die Serie A weiterverliehen.
Am 18. Juli 2022 wechselte Østigård fest zur SSC Neapel und unterschrieb dort einen bis 2026 gültigen Vertrag.
Im Juli 2024 zog es ihn nach Frankreich zu Stade Rennes, dort unterschrieb er einen Vertrag bis 2027.
Anfang Februar 2025 wechselte Østigård leihweise bis zum Ende der Saison 2024/25 in die Bundesliga zur TSG 1899 Hoffenheim. Bei Hoffenheim war der Norweger zu Beginn der Leihe in der Startelf gesetzt und überzeugte mit guten Leistungen, aber ab April 2025 passte er sich den allgemein schlechten Leistungen des Vereins an. Hoffenheim konnte in dieser Spielzeit den Klassenerhalt erst am letzten Spieltag sichern, und für Østigård endete die Zeit in Deutschland nach Ablauf der Leihe.
Für die Saison 2025/26 kehrte Østigård per Leihe mit Kaufoption zum CFC Genua zurück, wo er bereits im Jahr 2022 ein halbes Jahr auf Leihbasis verbracht hatte.

### Nationalmannschaft
Von 2015 bis 2020 absolvierte Østigård insgesamt 49 Partien für diverse norwegische Jugendnationalmannschaften und erzielte dabei neun Treffer. Er gab sein Debüt für die norwegische A-Nationalmannschaft am 25. März 2022 bei einem Freundschaftsspiel gegen die Slowakei.

## Erfolge
- Italienischer Meister: 2022/23 (SSC Neapel)